# Альваресзавр
Альваресзавр:227 (лат. Alvarezsaurus, буквально — ящер Альвареса) — монотипический род динозавров-теропод из семейства альваресзаврид клады манирапторов, включающий единственный вид — Alvarezsaurus calvoi. Известен по ископаемым остаткам из отложений верхнемеловой формации Баджо-де-ла-Карпа в провинции Неукен, Аргентина, относящихся к сантонскому ярусу (86,3—83,6 млн лет).

## Описание

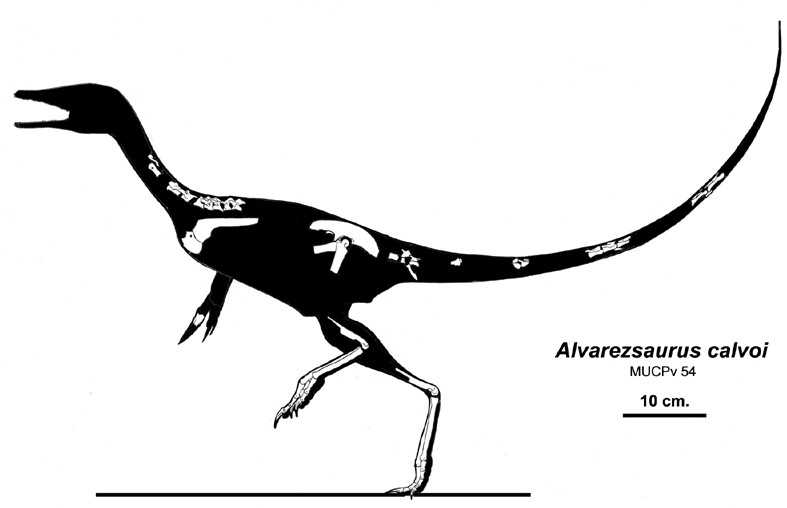
Известный материал

Согласно оценке Грегори Пола 2010 года, альваресзавр достигал 1 м при весе в 3 кг.
Отсутствуют шипы на спинных позвонках, в результате чего тело выглядит компактным. Отсутствие гребня, тянущегося вдоль спины, доказывает, что он был очень похож на птицу. Хвост, уплощённый с боков, очень длинный, примерно вдвое длиннее тела и шеи. Шея длинная и гибкая. У альваресзавра были длинные, лёгкие ноги бегающего животного. Он считается самым примитивным представителем группы альваресзаврид. Скорее всего, питались эти ящеры насекомыми, мелкими земноводными, падалью, яйцами других рептилий. Строение их конечностей позволяет предполагать, что они неплохо лазали по поваленным и наклонённым стволам деревьев, где и разыскивали пищу.

## История открытия
Вид и род были научно описаны Хосе Бонапарте в 1991 году. Череп и передние конечности альваресзавра (крайне необходимые для установления принадлежности к группе) отсутствовали в единственном найденном скелете, и только когда были обнаружены остатки других членов группы, учёные смогли оценить, насколько необычным было это животное. Первоначально его реставрировали с типичными трёхпалыми конечностями целурозаврида: эта реставрация сохраняется и по сей день.